# Ezekiel Jackson
Pour les articles homonymes, voir Stephens et Jackson.
Rycklon Stephens (né le 22 avril 1978 à Linden) est un catcheur (lutteur professionnel) et un culturiste guyanien. Il est essentiellement connu pour son travail à la World Wrestling Entertainment (WWE) sous le nom de ring d'Ezekiel Jackson.
Il est d'abord culturiste durant ses études à l'université de Buffalo avant de devenir catcheur. Il fait un bref passage à la Ultimate Pro Wrestling avant de signer un contrat avec la WWE en juin 2007.
Il rejoint d'abord la Florida Championship Wrestling, le club-école de la WWE, pour continuer son apprentissage. Il apparaît ensuite à SmackDown comme étant le garde du corps de The Brian Kendrick. Il rejoint l'ECW en avril 2009 où il s'allie avec William Regal et Vladimir Kozlov et est le dernier champion de l'ECW le 16 février 2010.
En 2011, il devient un des membres de The Corre, un clan mené par Wade Barrett. Ils deviennent rivaux ce qui permet à Jackson de devenir champion intercontinental en battant Barrett dans un match de championnat. Il est ensuite assez peu mis en valeur jusqu'à ce que la WWE mette fin à son contrat en avril 2014.
Il fait un bref passage à la Total Nonstop Action Wrestling puis participe à la première saison de la Lucha Underground. Il annonce qu'il arrête sa carrière en octobre 2015.

## Jeunesse
La famille de Stephens immigre aux États-Unis alors qu'il est encore à l'école primaire. Il est fan de catch notamment de The Ultimate Warrior.
Stephens commence à faire de la musculation à l'âge de 15 ans. Après le lycée, il choisit de poursuivre ses études plutôt que de devenir catcheur. Il étudie les sciences de l'éducation, la sociologie et la physiologie à l'université de Buffalo,. Il fait aussi du culturisme et participe aux concours Teenage Mr Buffalo en 2002 et au MuscleMania World Championship. Il quitte l'université avec un diplôme en sciences de l'éducation, de sociologie et de physiologie.

## Carrière de catcheur

### Débuts (2007)
Stephens commence à s'entraîner auprès du catcheur Homicide. Il fait ses débuts à l’Ultimate Pro Wrestling en Californie en janvier 2007.

### World Wrestling Entertainment (2007-2014)

#### Florida Championship Wrestling (2007-2008)

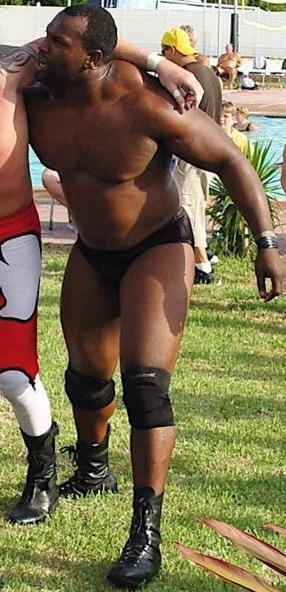
Stephens à la FCW

Stephens signe un contrat de développement avec la World Wrestling Entertainment en mars 2007, et débute dans la Florida Championship Wrestling, le club-école de la WWE fin juin 2007.

#### Smackdownet alliance avec Brian Kendrick puisECW(2008-2010)
Il fait ses débuts le 20 juin 2008 à SmackDown, en tant que garde du corps de The Brian Kendrick sous le nom d’Ezekiel. Le 17 octobre il gagne son premier match face à Super Crazy. Le 30 décembre 2008, lui et The Brian Kendrick ont un match contre The Colóns pour les Championnats par équipes, match remporté par les Colóns (Carlito et Primo).

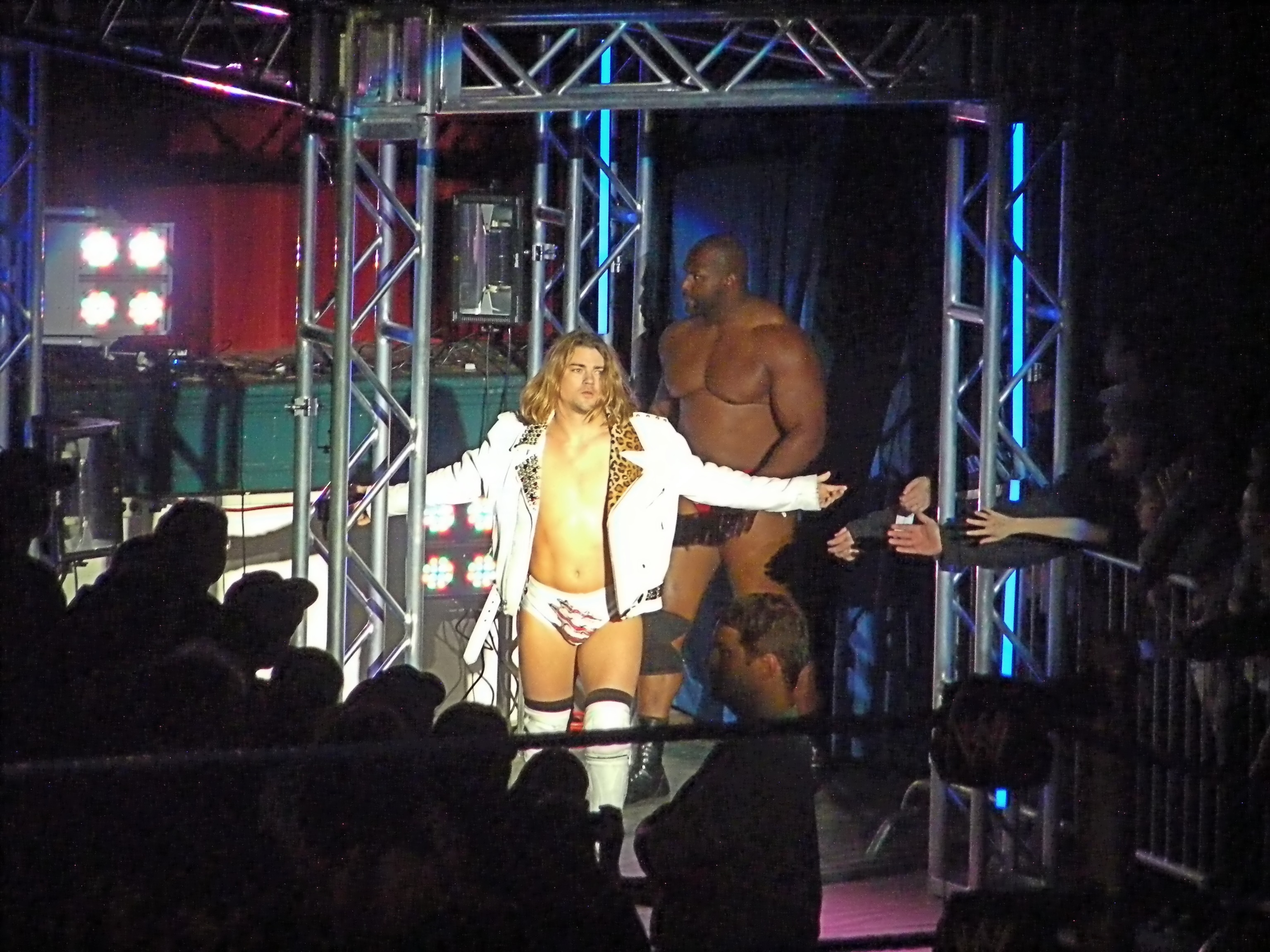
Brian Kendrick et Ezekiel Jackson en 2009.

Lors de la draft supplémentaire du 15 avril 2009, il est envoyé à la ECW. Après environ 3 mois passé à la Florida Championship Wrestling, il fait son retour le 9 juillet 2009 en affrontant un jobber qu'il bat facilement. Il se met ensuite en équipe avec Vladimir Kozlov et William Regal et commence une rivalité avec Christian. Le 8 septembre, Jackson et Kozlov remportent un match en équipe face à Christian et Tommy Dreamer à la suite d'une intervention de Regal.
Le 12 janvier 2010 il remporte la bataille royale en éliminant Kane et devient challenger pour le titre de champion de l'ECW de Christian au Royal Rumble le 31 janvier mais il perd ce match de championnat,. Il a une nouvelle chance pour le titre lors de la dernière émission de la ECW face à Christian dans un  Extreme Rules Match et remporte le titre devenant ainsi le dernier champion de l'ECW et détient aussi le règne le plus cours de ce titre,.

#### Retour àSmackDownpuisRaw(2010-2011)
À la suite de la fermeture de l'ECW il retourne à SmackDown. Il n'a pas été à WrestleMania XXVI où il est censé être un des participants à la bataille royale à la suite du décès de son père. Le 10 avril, il se blesse au genou au cours d'un spectacle non télévisé à Glasgow au cours de son match face à Kane. Quelques jours plus tard, il est opéré des quadriceps et doit observer une période de repos de six mois environ. Le 27 avril, il est annoncé qu'Ezekiel quitte Smackdown pour Raw dans le cadre de la draft supplémentaire.
Il fait son retour sur les rings à Raw le 13 septembre où il participe à un match non retransmis à la télévision avant l'enregistrement qu'il remporte face à Zack Ryder. Il revient sur les écrans le 18 octobre où il intègre la Team Raw (CM Punk, John Morrison, Santino Marella et Sheamus) emmené par The Miz et participe à une bataille royale par équipe où il est éliminé par le Big Show qui avec Adam Copeland ont donné la victoire à l'équipe Smackdown. Six jours plus tard à Bragging Rights il participe au match par équipe à élimination face à la Team Smackdown où il est l'avant-dernier éliminé de son équipe par Rey Mysterio, la Team Smackdown gagnant la coupe Bragging Rights en jeu durant ce match.

#### The Corre et champion intercontinental (2011-2012)
En décembre 2010, on apprend pendant plusieurs clips que Jackson est à nouveau envoyé à SmackDown. Le 14 janvier 2011, il rejoint le clan The Corre de Wade Barrett avec également Heath Slater et Justin Gabriel en attaquant le Big Show, et effectue un Heel Turn. Il est éliminé par ce dernier au cours du Royal Rumble match au cours du spectacle éponyme où il est entré en 36e position. Lors de Elimination Chamber, il aide Gabriel et Slater à remporter les championnats par équipes de la WWE en battant Santino Marella et Vladimir Kozlov. Lors de Wrestlemania XXVII, The Corre perd contre Santino Marella, Kofi Kingston, Kane et Big Show.
Lors d'Extreme Rules, Wade Barrett et lui perdent contre Kane et Big Show dans un Lumberjacks Match et ne remportent pas le WWE Tag Team Championship. Il repart tout seul énervé que Barrett lui a fait le tag alors qu'il dominait le match. Lors du SmackDown du 6 mai, il se fait attaquer par les membres de The Corre et effectue un Face Turn.
Il bat Wade Barrett par disqualification à Over the Limit, ce qui l'empêche de remporter le WWE Intercontinental Championship. Lors de Capitol Punishment, il bat Wade Barrett par soumission et remporte pour la première fois de sa carrière le WWE Intercontinental Championship. Lors du SmackDown du 12 août, il perd son titre contre Cody Rhodes.
Lors du Royal Rumble, il entre en 13e position mais se fait éliminer en 11e position par The Great Khali.

#### Diverses rivalités, blessure et départ (2012-2014)
Il apparait à Over the Limit lors de la bataille royale pour être challengeur pour le Championnat Intercontinental ou le Championnat des États-Unis, mais elle est remportée par Christian qui fait son retour.
Par la suite, il n'apparaît plus à cause d'une blessure au pectoral.
Il fait une apparition lors de WrestleMania Axxess en gagnant avec Yoshi Tatsu contre Hunico et Camacho.
Le 7 avril 2014, Jackson a annoncé son départ de la WWE.

### Total Nonstop Action Wrestling (2014)
Il fait ses débuts lors des enregistrements d'Impact Wrestling qui va être diffusé le 24 juillet où, avec Snitsky, ils aident l'équipe de Dixie Carter (Rhino, Ethan Carter III et Rockstar Spud) à gagner leur match contre Bully Ray, Devon et Tommy Dreamer.

## Palmarès
- World Wrestling Entertainment
  - 1 fois Champion de la ECW (dernier)
  - 1 fois Champion Intercontinental de la WWE

## Récompenses des magazines
- Pro Wrestling Illustrated

| Année | 2008 | 2009 | 2010 | 2011 | 2012 | 2013 à 2014 | 2015 |
| ----- | ---- | ---- | ---- | ---- | ---- | ----------- | ---- |
| Rang  | 403  | 142  | 93   | 78   | 151  | Non classé  | 177  |